# Charles Wellesley
Major-General Lord Charles Wellesley (16 de janeiro de 1808 - 9 de outubro de 1858) foi um político, militar e cortesão britânico. Ele era o segundo filho de Arthur Wellesley, 1.º Duque de Wellington e Catherine Pakenham. Ele se casou com Augusta Sophia Anne Pierrepont, filha do Exmo. Henry Pierrepont, em 9 de julho de 1844. Wellesley representava o Partido Conservador como o membro do Parlamento (MP) por South Hampshire entre 1842-1852, e MP para Windsor entre 1852-1855. Foi também Chief Equerry and Clerk Marshal (estribeiro-mor) ao serviço da rainha Vitória. Seu irmão mais velho, Arthur Wellesley, 2.º Duque de Wellington, morreu em 1884 sem herdeiros, o filho sobrevivente mais velho de Lord Charles, Henry Wellesley, herdou o ducado de seu tio. O segundo filho de Lord Charles sucedeu seu irmão sem filhos como Duque de Wellington em 1900.
De seu casamento, teve seis filhos:
- Victoria Alexandrina Hamilton (d. 1933)
- Lady Mary Angela Wellesley (d. 1936)
- Georgina Wellesley (d. 1880)
- Arthur Wellesley (1845–1846)
- Henry Wellesley, 3.º Duque de Wellington (1846–1900)
- Arthur Wellesley, 4.º Duque de Wellington (1849–1934)